# 2007-es US Open (tenisz)

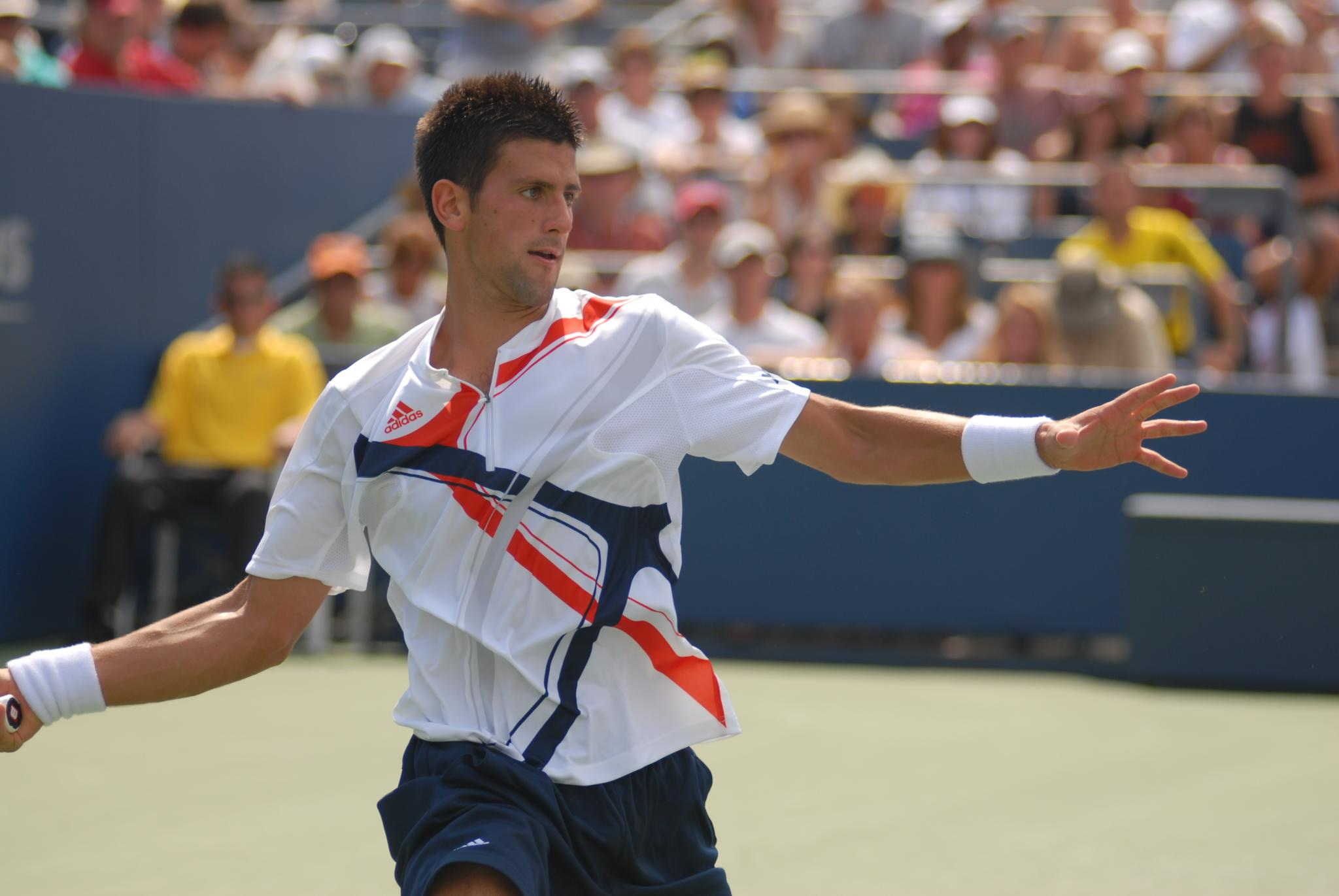
Novak Đjoković

A 2007-es US Open az év negyedik Grand Slam-tornája, a US Open 127. kiadása. New Yorkban, a Flushing Meadows kemény borítású pályáin rendezték meg augusztus 27. és szeptember 9. között.
A férfiak címvédője Roger Federer zsinórban negyedik US Open győzelmét szerezte meg, a döntőben az élete első Grand Slam-döntőjét játszó Novak Đokovićot legyőzve. A nőknél a tornát 2003-ban már megnyerő Justine Henin lett a bajnok, miután a döntőben, két szettes mérkőzésen legyőzte az orosz Szvetlana Kuznyecovát.

## Döntők

### Férfi egyes
Roger Federer -   Novak Đoković, 7-6 (4), 7-6 (2), 6-4

### Női egyes
Justine Henin -  Szvetlana Kuznyecova, 6-1, 6-3

### Férfi páros
Simon Aspelin /  Julian Knowle -  Lukáš Dlouhý /  Pavel Vízner, 7-5, 6-4

### Női páros
Nathalie Dechy /  Gyinara Szafina -   Csan Jung-zsan /  Csuang Csia-zsung, 6-4, 6-2

### Vegyes páros
Viktorija Azaranka /  Makszim Mirni -  Meghann Shaughnessy /  Lijendar Pedzs, 6-4, 7-6 (6)

## Juniorok

### Fiú egyéni
Ričardas Berankis –  Jerzy Janowicz, 6–3, 6–4

### Lány egyéni
Kristína Kučová –  Urszula Radwańska, 6–3, 1–6, 7–6(4)

### Fiú páros
Jonathan Eysseric /  Jérôme Inzerillo –  Grigor Dimitrov /  Vasek Pospisil, 6–2, 6–4

### Lány páros
Kszenyia Milevszkaja /  Urszula Radwańska –  Okszana Kalasnikova /  Kszenyija Likina, 6–1, 6–2